# Ожешин
Ожешин (пол. Orzeszyn) — село в Польщі, у гміні Пясечно Пясечинського повіту Мазовецького воєводства.
Населення — 159 осіб (2011).
У 1975-1998 роках село належало до Варшавського воєводства.

## Демографія
Демографічна структура станом на 31 березня 2011 року:
|          | Загалом | Допрацездатний вік | Працездатний вік | Постпрацездатний вік |
| -------- | ------- | ------------------ | ---------------- | -------------------- |
| Чоловіки | 74      | 16                 | 46               | 12                   |
| Жінки    | 85      | 20                 | 47               | 18                   |
| Разом    | 159     | 36                 | 93               | 30                   |